# صرخة الحرية
صرخة الحرية (بالإنجليزية: Cry Freedom)‏ هُو فيلم درامي ملحمي صدر سنة 1987 وأخرجه ريتشارد أتينبورو. تدور أحداث الفيلم في أواخر السبعينيات من القرن الماضي إبان فترة نظام الفصل العنصري في جنوب إفريقيا. كتب سيناريو الفيلم جون بريلي بناءً على بعض الكُتب التي ألفها الصحفي دونالد وودز. يُركز الفيلم على أحداث الحياة الواقعية التي شارك فيها الناشط ستيف بيكو وصديقه دونالد وودز، الذي وجده في البداية مدمرًا، ويحاول فهم طريقة حياته. يلعب دينزل واشنطن دور بيكو، بينما يُمثل دور دونالد وودز الممثل كيفن كلاين. يُركز فيلم صرخة الحرية على مواضيع التمييز والفساد السياسي وتداعيات العنف.
أُنتج الفيلم من خلال عمل مُشترك بين شركة يونيفرسال بيكشرز وشركة (بالإنجليزية: Marble Arch Productions)‏، وقد تنوعت مواقع تصوير الفيلم بين زيمبابوي (روديسيا الجنوبية سابقًا) وكينيا بسبب الاضطرابات السياسية في جنوب إفريقيا في وقت الإنتاج. تولت يونيفرسال بيكتشرز التوزيع التجاري للفيلم،وقد عُرض لأول مرة في الولايات المتحدة في 6 نوفمبر 1987. سمحت سلطات جنوب إفريقيا بشكل غير متوقع بعرض الفيلم في دور السينما دون قيود أو شروط، على الرغم من الحظر الذي مفروضا على منشورات بيكو وقت صدور الفيلم.
حظي الفيلم عمومًا بمُراجعات إيجابية من النقاد. فيما حصد إيرادات بقيمة 15 مليون دولار في جميع أنحاء العالم. رُشح الفيلم للتنافس على نيل جوائز متعددة، من بينها جائزة الأوسكار لأفضل ممثل في دور مساعد، وأفضل موسيقى تصويرية، وأفضل أُغنية أصلية. كما فاز بعدد من الجوائز من بينها جوائز في مهرجان برلين السينمائي الدولي وجوائز الأكاديمية البريطانية للأفلام.

## طاقم التمثيل
- دنزل واشنطن في دور ستيف بيكو
- كيفين كلاين في دور دونالد وودز
- بينيلوب ويلتون في دور ويندي وودز
- أليك ماكوين  [لغات أخرى]‏ في دور المُفوض السامي البريطاني آنذاك.
- كيفن ماكنالي في دور كين روبرتسون.
- يان ريتشاردسون في دور مُدعي الدولة.
- جون ثو في دور جيمي كروغر.
- تيموثي ويست  [لغات أخرى]‏ في دور النقيب دي ويت.
- جوزيت سيمون في دور الدكتور مامفيلا رامفيلي.
- جون هارجريفز في دور بروس هاي.
- مايلز اندرسون في دور ليميك.
- زاكيس موكاي  [لغات أخرى]‏ في دور الأب كاني.
- John Matshikiza في دور مابيتلا.

## الاستقبال النقدي
نال الفيلم مراجعات إيجابية من النقاد في الغالب. فعلى موقع الطماطم الفاسدة حصل الفيلم على تقييم 76٪ من أصل 25 مُراجعة، أي بمُتوسط تقييم 6.61 على 10.

## شباك التذاكر
صدر الفيلم في 6 نوفمبر 1987، وعُرض في أول أسبوع له في 27 دار سينما مُوزعة على جميع أنحاء الولايات المتحدة. خلال عطلة نهاية الأسبوع الافتتاحية، أتى الفيلم في المركز التاسع عشر في شُباك التذاكر لذلك الأسبوع، مع إيرادات بلغت 318,723 دولارًا. عُرض الفيلم في الأسبوع المُوالي في 479 دار سينما خلال الفترة من 19 إلى 21 فبراير، مع إجمالي إيرادات 5,899,797 دولارًا في الولايات المتحدة وكندا. على الصعيد الدولي، حقق الفيلم إيرادات بقيمة 13 مليون دولار، أي بإجمالي 15 مليون دولار في جميع أنحاء العالم.
حقق الفيلم إيرادات بقيمة 3,313,150 جنيه إسترليني في المملكة المتحدة.

## التصوير
صُورت أغلب مشاهد الفيلم في جمهورية زيمبابوي (التي كانت تُسمى جنوب روديسيا سابقا) بسبب الوضع السياسي المُتوتر في جنوب إفريقيا آنذاك. انتُقد ريتشارد أتينبورو لاحقًا لتصويره في زيمبابوي بينما كانت أحداث الغوكوراهوندي [الإنجليزية] جارية هُناك. في سيرته الذاتية (بالإنجليزية: Entirely Up to You, Darling)‏، كتب أتينبورو أنه لم يكُن على علم بأحداث العُنف والإبادة والقمع التي كانت في زيمبابوي، لكنه انتقد الرئيس روبرت موغابي بسبب مُصادرته للمزارع المملوكة للبيض بعد عام 2000.
صُورت بعض مشاهد الفيلم في كينيا، وكذلك في استوديوهات الأفلام في شيبرتون وميدلسكس في إنجلترا. يتضمن الفيلم تصويرًا دراميًا لانتفاضة سويتو التي حدثت في 16 يونيو 1976.

## الجوائز والترشيحات
نال الفيلم عدة ترشيحات وفاز بالعديد من الجوائز خلال الفترة 1987-1988. ومن بين الجوائز التي فاز بها الفيلم هي بعض جوائز الأكاديمية البريطانية لفنون السينما والتلفزيون وجوائز في مهرجان برلين السينمائي الدولي وبعض جوائز جمعية الأفلام السياسية.
| حفل توزيع الجوائز                      | الجائزة                                          | المُرشح                                      | النتيجة | مراجع  |
| -------------------------------------- | ------------------------------------------------ | ------------------------------------------- | ------- | ------ |
| جوائز الأوسكار                         | أفضل ممثل مساعد                                  | دنزل واشنطن                                 | رُشِّح     | [ 14 ] |
| جوائز الأوسكار                         | أفضل موسيقى تصويرية                              | جورج فنتون وJonas Gwangwa                   | رُشِّح     | [ 14 ] |
| جوائز الأوسكار                         | أفضل أُغنية أصلية                                 | "Cry Freedom" – جورج فينتون وجوناس غوانغوا  | رُشِّح     | [ 14 ] |
| جوائز مهرجان برلين السينمائي الدولي    | جائزة فيلم السلام                                | ريتشارد أتينبورو                            | فوز     | [ 15 ] |
| جوائز مهرجان برلين السينمائي الدولي    | رابطة مسارح ألمانيا                              | ريتشارد أتينبورو                            | فوز     | [ 15 ] |
| جوائز الأكاديمية البريطانية للأفلام    | أفضل فيلم                                        | صرخة الحرية                                 | رُشِّح     | [ 16 ] |
| جوائز الأكاديمية البريطانية للأفلام    | أفضل إخراج ‏                                      | ريتشارد أتينبورو                            | رُشِّح     | [ 16 ] |
| جوائز الأكاديمية البريطانية للأفلام    | أفضل ممثل في دور ثانوي                           | جون ثو                                      | رُشِّح     | [ 16 ] |
| جوائز الأكاديمية البريطانية للأفلام    | أفضل تصوير سينمائي ‏                              | Ronnie Taylor                               | رُشِّح     | [ 16 ] |
| جوائز الأكاديمية البريطانية للأفلام    | أفضل مونتاج ‏                                     | ليزلي ووكر                                  | رُشِّح     | [ 16 ] |
| جوائز الأكاديمية البريطانية للأفلام    | أفضل موسيقى تصويرية                              | جورج فينتون وجوناس غوانغوا                  | رُشِّح     | [ 16 ] |
| جوائز الأكاديمية البريطانية للأفلام    | أفضل صوت ‏                                        | جوناثان بيتس، وSimon Kaye، وGerry Humphreys | فوز     | [ 16 ] |
| جوائز الغولدن غلوب                     | أفضل فيلم درامي                                  | صرخة الحرية                                 | رُشِّح     | [ 17 ] |
| جوائز الغولدن غلوب                     | أفضل ممثل في فيلم درامي                          | دنزل واشنطن                                 | رُشِّح     | [ 17 ] |
| جوائز الغولدن غلوب                     | أفضل مخرج                                        | ريتشارد أتينبورو                            | رُشِّح     | [ 17 ] |
| جوائز الغولدن غلوب                     | أفضل موسيقى تصويرية                              | جورج فينتون وجوناس غوانغوا                  | رُشِّح     | [ 17 ] |
| جوائز غرامي ‏                           | أفضل أُغنية مكتوبة خصيصا لفيلم أو مُسلسل تلفزيوني ‏ | "Cry Freedom" – جورج فينتون وجوناس غوانغوا  | رُشِّح     | [ 18 ] |
| جوائز إم تي في ‏                        | أفضل أغنية مصورة من فيلم                         | بيتر غابرييل – "بيكو"                       | رُشِّح     |        |
| جوائز الجمعية الوطنية للنهوض بالملونين | أفضل فيلم ‏                                       | صرخة الحرية                                 | رُشِّح     |        |
| جوائز الجمعية الوطنية للنهوض بالملونين | أفضل مُمثل ‏                                       | دنزل واشنطن                                 | فوز     |        |
| جوائز المجلس الوطني للتقييم ‏           | أفضل 10 أفلام ‏                                   | صرخة الحرية                                 | فوز     | [ 19 ] |
| جوائز مُجتمع الفيلم السياسي             | حقوق الإنسان                                     | صرخة الحرية                                 | فوز     | [ 20 ] |

الفيلم مُعترف به من قبل معهد الفيلم الأمريكي في القوائم التالية :
- 2003: 100 عام و100 بطل وشرير :
  - ستيف بيكو - رُشح ضمن القائمة.[21]
- 2006: 100 عام و100 هُتاف - مُرشح.[22]

## روابط خارجية
صرخة الحرية على موقع IMDb (الإنجليزية)
- صرخة الحرية على موقع الموسوعة البريطانية (الإنجليزية)
- صرخة الحرية على موقع روتن توميتوز (الإنجليزية)
- صرخة الحرية على موقع نتفليكس (الإنجليزية)
- صرخة الحرية على موقع قاعدة بيانات الأفلام العربية
- صرخة الحرية على موقع ألو سيني (الفرنسية)
- صرخة الحرية على موقع Turner Classic Movies (الإنجليزية)
- صرخة الحرية على موقع أول موفي (الإنجليزية)
- صرخة الحرية على موقع بوكس أوفيس موجو (الإنجليزية)
- صرخة الحرية على موقع فيلمافينيتي (الإسبانية)